# Сидоренко Григорій Микитович
Григо́рій Микитович Сидоренко (1874, Херсонська губернія, Російська імперія — 6 лютого 1924, Прага, Чехословацька Республіка) — український політичний діяч і дипломат, інженер шляхів. Міністр пошт і телеграфу УНР. Голова делегації УНР на мирній конференції в Парижі.

## Біографія
Народився у Херсонській губернії.
У Томському Імператорському університеті певний час очолював українську студентську громаду.
Член Української Центральної Ради, міністр пошт і телеграфу УНР в уряді Всеволода Голубовича (лютий — квітень 1918 року). 28(15) лютого видав наказ № 3 — про заміну протягом трьох днів всіх написів в поштових, телеграфних і телефонних установах на українські.
За гетьманату член Президії Всеукраїнського Союзу Земель, згодом делегат Українського Національного Союзу для переговорів із представниками Антанти в Ясах (1918).
Голова делегації УНР на мирній конференції в Парижі (січень — серпень 1919 року). У серпні 1919 року Директорія УНР відкликала Сидоренка до Кам'янця-Подільського для звіту про діяльність делегації. Після цього його на цій посаді замінив Михайло Тишкевич.
У 1919—1922 роках був послом УНР у Відні. Австрія не проводила чітко вираженої української політики. Після акредитації у Відні на початку 1922 посла УСРР Юрія Коцюбинського завершилася кар'єра посла УНР у Відні Григорія Сидоренка. Від 1923 року працював директором бібліотеки Української господарської академії в Подєбрадах. Помер у Празі, похований на Ольшанському цвинтарі.